# Åke Nordin (författare)
Per Åke Nordin, född 6 oktober 1922 i Stockholm, död 29 december 2008 i Västerås Badelunda församling, Västmanlands län, var en svensk psykolog och författare. 

## Biografi
Nordin avlade studentexamen 1941 och blev filosofie kandidat 1945. Från 1946 till 1950 tjänstgjorde han vid Stockholms högskolas psykotekniska institut, senare vid Hällby ungdomsfängelse som anstaltschef och på 1980-talet var han avdelningschef på Arbetsmarknadsinstitutet (AMI) i Västerås. 
Som poet debuterade Nordin 1947 med diktsamlingen Blåeld. Han var god vän med Tomas Tranströmer, som skrev nio haikudikter om sitt besök hos Nordin på Hällby 1959, vilka publicerades i Fängelse: nio haikudikter 2001. Liksom Nordin var Tranströmer anställd vid AMI i Västerås på 1980-talet.
Åke Nordin är gravsatt i minneslunden på Skogskyrkogården, Stockholm.

## Priser och utmärkelser
- 1953 – Boklotteriets stipendiat